# Beyrouth Fantôme
Beyrouth Fantôme (àrab: أشباح بيروت Ashbah bayroot) és una pel·lícula libanesa de 1998 del director libanès Ghassan Salhab.

## Trama
A finals de la dècada de 1980, sembla que el Conflicte libanès no acabarà mai. Khalil, un home d'uns trenta anys, torna a Beirut després de molts anys. Més de deu anys abans, durant una batalla, va aprofitar la confusió i va fer veure que estava mort. Després va desaparèixer i va adoptar una identitat falsa. Però Beirut és una ciutat petita i la gent comença a reconèixer-lo cada cop més.

## Repartiment
- Aouni Kawas
- Darina El Joundi
- Rabih Mroué
- Carol Abboud
- Hassan Farhat
- Younes Aoude
- Ahmad Ali Zein
- Nada Ali Zein